# Gat britànic de pèl curt
El gat britànic de pèl curt o british shorthair és una raça de gat que descendeix del creuament entre els gats que van portar a Britànnia els romans i els nadius de l'illa. Aquests gats van desenvolupar un pelatge doble i impermeable per protegir-se del clima britànic.

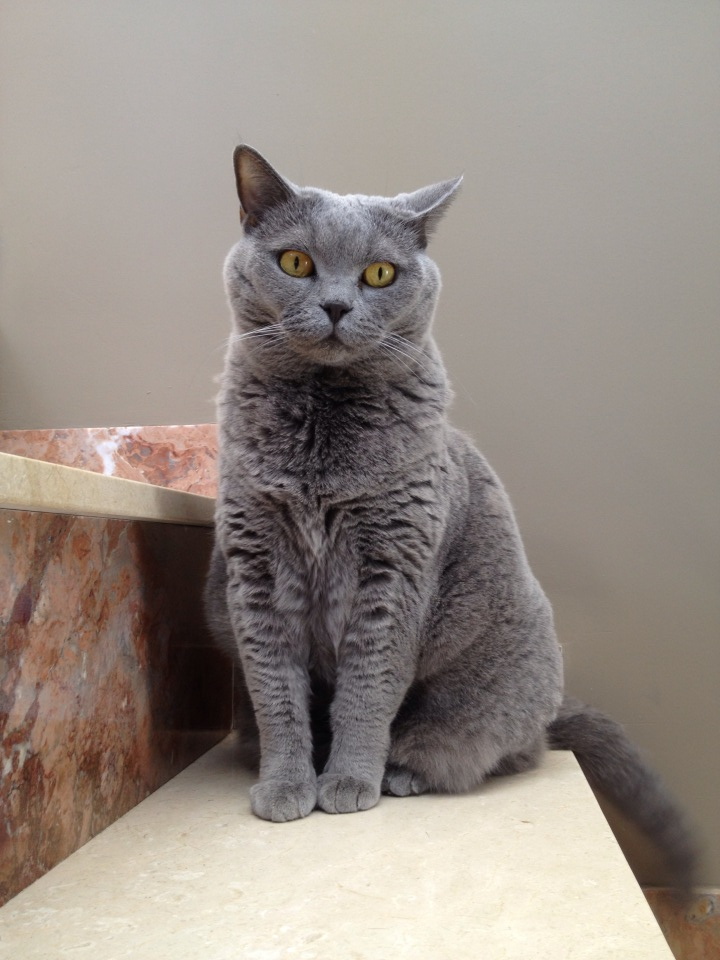
Gat britànic de pèl curt blau

## Història
Harrison Weir va crear al voltant del 1870 el British Shorthair fent una selecció dels gats de carrer més bonics, que van ser exposats per la primera vegada en el Crystal Palace de Londres el 1871.
Van ser anomenats British Shorthair per distingir-se d'una part dels gats estrangers i dels gats orientals, i d'altra banda per diferenciar-los dels gats de pèl llarg com els gats d'angora.
Les dues Guerres Mundials van provocar la gairebé total extinció del gat britànic. Per això, va ser necessari recórrer a altres races, i en particular, al gat persa que va arribar a la Gran Bretanya a principis del segle xx, on va ser introduït en el programa de cria selectiva del British, per intentar fer renéixer les línies pràcticament extintes, donant més vigor a la raça.
Gràcies a la integració del gat persa, el British va guanyar certament en robustesa, el seu cap va prendre una forma més rodona, el color coure dels seus ulls va redoblar la seva intensitat, i la seva alçada va ser reforçada. Però també va heretar el gen del pèl llarg persa. Més tard, després d'anys i anys de minuciós control, van aconseguir gairebé eliminar aquesta influència. D'aquesta manera, en algunes ocasions, naixien gats de pèl llarg en les ventrades del British Shorthair, que eren eliminats. Avui dia, aquests gats característics, són reconeguts únicament a França, com una varietat a part del British, anomenant-se British Longhair o British de pèl llarg.

## Caràcter

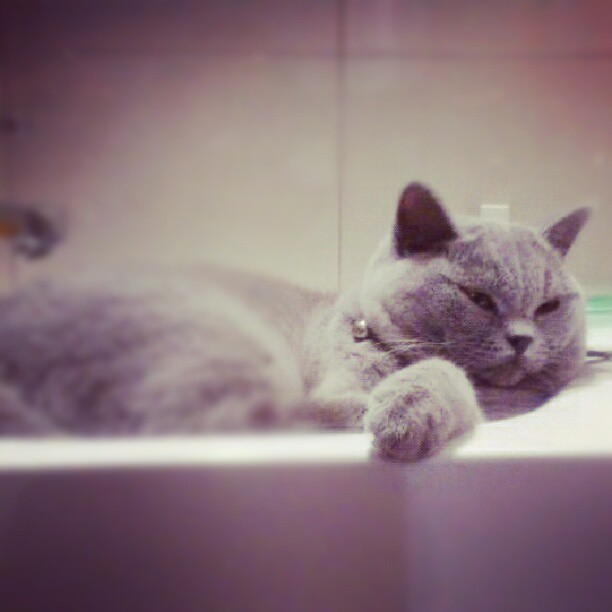
Un jove britànic de pel curt descansant

El caràcter del British és el d'un gat molt dolç i afectuós a qui li encanten les carícies i el sentir-se estimat, dependent dels seus amos als quals adora i segueix a tot arreu, és també bon amic dels nens amb els quals juga encara que hagi passat ja de ser un cadell i s'hagi convertit en un gat adult. Encara que també els agrada la vida tranquil·la i plàcida, necessiten la seva dosi diària de jocs i corregudes per casa per a mantenir un bon to muscular. Gairebé sempre són només uns minuts que gaudirem veient com juga i com ens convida a unir-nos. Són gats juganers, de caràcter alegre que s'adapten a la vida tant en un petit apartament com a la vida al camp. Es porten molt bé amb altres gats i la seva relació amb gossos és també molt bona. En definitiva, el British és un gat tranquil tot i juganer, dolç sense arribar a ser embafador i sobretot una adorable mascota que farà que la nostra vida sigui sens dubte més feliç durant molts anys. Per tot l'esmentat, per la seva careta, el seu cos rabassut i el seu pèl que sembla de peluix, de manera que el British està tenint cada vegada més acceptació i s'està convertint en el gat més buscat de companyia.

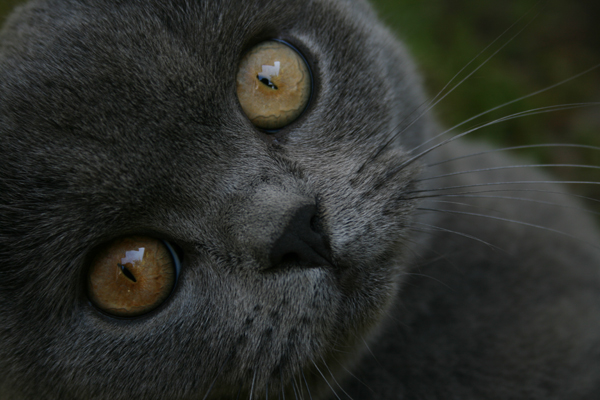
Un mascle jove de British Shorthair començant a mostrar el color d'ulls rogenc típic d'aquesta varietat.

El British ideal és de talla mitjana i gran, amb un port sòlid i majestuós. Té el cos de lluitador amb flancs amples. Les potes són robustes, amb peus rodons i lleugerament més curts que el cos. La Selecció artificial ha potenciat els volums per accentuar un aspecte solemne. Aquesta aparença la reforça el seu gran cap inconfusible, amb pèl curt, i encara més poderosa que la gola. El nas és recte, curt i ample. Les orelles són de grandària mitjana, arrodonides, amples a la base i molt separades entre si. Els ulls grans, separats i rodons, són de colors intensos, en harmonia amb els mantells. La cua, d'una longitud equivalent a dos terços del cos, és gruixuda a la base i s'afina fins a la punta, que és arrodonida. El pèl, que no s'adhereix al cos, és més dens i sedós que el d'un gat comú de pèl curt, i té una textura molt compacta.

## Color del pèl
El British pot ser de tots els colors que hi ha: blanc, crema, vermell, lila, xocolata, encara que el més apreciat és el blau. També hi ha varietats truita, tabby i spotted, i des del 1991 també estan admesos els colour point.

## Cures
El tipus de pèl d'aquest gat exigeix unes atencions molt simples però que s'han de dur a terme amb minuciositat. Cal eliminar el pèl mort amb una pinta de pues tancades perquè el British no ho ingereixi en llepar-se. Naturalment, aquesta operació serà més freqüent en els períodes de muda, que tenen lloc a la primavera i suposa una pèrdua de pèl i subpèl considerable. La densitat mateixa del pelatge i el seu instint vagabund el fan propens a tenir puces, que s'han d'eliminar utilitzant alguns dels productes especials que es comercialitzen. D'altra banda, la selecció natural ha fet d'aquest gat una raça molt sana.